# Seleção Brasileira de Beisebol
A Seleção Brasileira de Beisebol é a equipe que representa o Brasil em competições internacionais e é gerida pela Confederação Brasileira de Beisebol e Softbol.

## História

### Início
Em 24 de setembro de 1946, formou-se a Federação Paulista de Beisebol e Softbol, após reunião com o Coopercotia Atlético Clube, Piratas Base Ball Club e o São Paulo Gigante Base Ball Clube. No ano de 1951, realizaram-se os primeiros Jogos Panamericanos, e  como o Basebol fazia parte da lista de esportes então o Brasil formou pela primeira vez a sua Seleção Nacional de Beisebol, sendo todos brasileiros natos.

### Primeira participação na Copa do Mundo
Sua primeira participação significativa em competições internacionais foi em 2003, quando disputou a Copa do Mundo de Beisebol, realizada em Cuba. Na ocasião, a seleção surpreendeu ao ficar em quarto lugar no seu grupo e avançar às quartas de final, onde enfrentou a seleção anfitriã. Em confronto épico, protagonizado pelo arremessador Kléber Ojima, o Brasil acabou sendo derrotado por Cuba nas entradas finais e terminou na sétima colocação.

### World Baseball Classic
Em 2012, foi convidada pela Major League Baseball para participar da qualificação para o World Baseball Classic, competição que passou a ser considerada a Copa do Mundo da modalidade, enfrentando Panamá, Colômbia e Nicarágua nas eliminatórias. Contando com Yan Gomes, primeiro brasileiro a atuar no nível principal da liga americana, no elenco, os brasileiros surpreenderam e derrotaram os anfitriões panamenhos duas vezes para garantirem vaga na fase final do torneio, que seria realizado em 2013. 
A primeira participação na fase final do WBC reservou um encontro dos brasileiros com as seleções do Japão e de Cuba, duas escolas que moldaram o estilo de jogo do esporte no Brasil. Ainda no grupo, que teve seus jogos realizados em Tóquio, estava a seleção chinesa. Logo na estreia, a seleção brasileira enfrentou os japoneses e acabou perdendo em jogo parelho. Nos outros dois jogos restantes, contra Cuba e China, não teve sucesso e acabou ficando em último no grupo, sendo rebaixado para as qualificatórias da edição de 2017.
Na qualificatória do WBC de 2017, com um elenco forte e sendo um dos favoritos do grupo, enfrentando Israel, Grã-Bretanha e Paquistão, acabou parando nas semi-finais e não se classificou para a fase final do torneio. Na qualificatória para 2023, Brasil venceu dois jogos seguidos, contra Nova Zelândia e Nicarágua, mas acabou perdendo para Panamá e em seguida para a Nicarágua numa repescagem, ficando a um passo de classificar-se à fase final do torneio.
A seleção brasileira é considerada uma das forças emergentes do beisebol americano no continente. Participa do Campeonato Sul-Americano de Beisebol, sendo bicampeão do torneio, ganhando as edições de 2005 e 2016. 
Nos Jogos Pan-Americanos de 2023, a seleção ficou na liderança de maneira invicta, mesmo enfrentando times fortes como Cuba e Venezuela, além da Colômbia, avançando para o Super Round com uma vitória garantida. Os brasileiros enfrentaram o Panamá na primeira rodada do Super Round e venceram, devolvendo a derrota das qualificatórias do WFC e avançando para a decisão após a vitória da Colômbia contra o México, garantindo uma inédita medalha.

## Títulos
- Campeonato Sul-Americano de Beisebol  (1957, 1959, 1968, 1970, 1971, 2005, 2016 e 2022)

### Categorias menores
- Mundial Infantil de Beisebol (1990)
- Mundial Juniores de Beisebol (1993)

## Torneios internacionais

### World Baseball Classic
- 2006 – Não disputou
- 2009 - Não disputou
- 2013 - Eliminado na primeira fase
- 2017 - Não se classificou
- 2023 - Não se classificou
- 2026 - Classificado[3]

### Olimpíadas
- 1992 - Não se classificou
- 1996 - Não se classificou
- 2000 - Não se classificou
- 2004 - Não se classificou
- 2008 - Não se classificou
- 2020 - Não se classificou

### Premiere 12
- 2015 - Não disputou
- 2019 - Não disputou

### Copa do Mundo
- 2003 – 7º lugar
- 2005 – 13º lugar[4]

### Copa Intercontinental de Beisebol
- 1995 - 5º lugar
- 2002 – 9º lugar[5]

### Jogos Pan-Americanos
- 1951 – 7º lugar
- 1955 – Não entrou
- 1959 – 9º lugar
- 1963 – 5º lugar
- 1967 – Não entrou
- 1971 – Não entrou
- 1975 - Não disputou
- 1979 - Não disputou
- 1983 – 11º lugar
- 1987 – Não disputou
- 1991 – Não disputou
- 1995 – 8º lugar
- 1999 – 9º lugar
- 2003 – 5º lugar
- 2007 – 8º lugar
- 2011 – Não disputou
- 2015 – Não disputou
- 2019 – Não disputou
- 2023 – 2º lugar

### Campeonato Sul-Americano de Beisebol
- 1957 - Campeão
- 1959 - Campeão
- 1961 - 2º lugar
- 1963 - 2º lugar
- 1966 - 2º lugar
- 1968 - Campeão
- 1970 - Campeão
- 1971 - Campeão
- 1973
- 2004 - 2º lugar
- 2005 - Campeão
- 2011 - 3º lugar
- 2012
- 2013 - 2º lugar
- 2015 - 2º lugar
- 2016 - 2º lugar
- 2016 - Campeão
- 2018 - 2º lugar
- 2022 - Campeão

Fonte: CSB 

## Elenco na qualificatória doWorld Baseball Classic2023
O Roster da Seleção Brasileira para o Qualificatório do World Baseball Classic 2023 foi confirmado pela organização do World Baseball Classic no dia 27 de setembro de 2022.
| Camisa | Nome               | País de origem | Posição                     | Idade | Clube                      |
| ------ | ------------------ | -------------- | --------------------------- | ----- | -------------------------- |
| 25     | André Rienzo       | Brasil         | Arremessador                | 34    | San Marino                 |
| 15     | Christian Pedrol   | Brasil         | Arremessador                | 22    | Legionare                  |
| 43     | Douglas Takano     | Brasil         | Arremessador                | 23    | Maringá                    |
| 19     | Edilson Batista    | Brasil         | Arremessador                | 25    | Atibaia                    |
| 34     | Enzo Sawayama      | Brasil         | Arremessador                | 18    | Yamaha                     |
| 22     | Felipe Natel       | Brasil         | Arremessador                | 33    | Yamaha                     |
| 31     | Gabriel Barbosa    | Brasil         | Arremessador                | 20    | Colorado Rockies (A)       |
| 58     | Hector Villaroel   | Brasil         | Arremessador                | 27    | Atibaia                    |
| 98     | Heitor Tokar       | Brasil         | Arremessador                | 21    | Houston Astros (A+)        |
| 42     | Igor Januário      | Brasil         | Arremessador                | 24    | Marília                    |
| 41     | Igor Kimura        | Brasil         | Arremessador                | 23    | Maringá                    |
| 37     | Marcelo Arai       | Brasil         | Arremessador                | 38    | Gecebs                     |
| 39     | Oscar Nakaoshi     | Brasil         | Arremessador                | 31    | Kazusa Magic               |
| 47     | Sulivan de Almeida | Brasil         | Arremessador                | 18    | Oakland Athletics          |
| 6      | Daniel Molinari    | Brasil         | Receptor                    | 26    | Lake Country Dockhounds    |
| 13     | Eduardo Arteaga    | Brasil         | Receptor                    | 24    | Campbellsvile University   |
| 27     | Marcio Kikuchi     | Brasil         | Receptor                    | 33    | Atibaia                    |
| 3      | Christian Lopes    | Brasil         | Defensores de Campo Interno | 30    | Oakland Athletics          |
| 4      | Damian Goulart     | Brasil         | Defensores de Campo Interno | 19    | Billings Mustangs          |
| 5      | Leonardo Reginatto | Brasil         | Defensores de Campo Interno | 31    | Rieleros de Aguascalientes |
| 7      | Lucas Rojo         | Brasil         | Defensores de Campo Interno | 28    | Fukuoka Kitakyushu Phoenix |
| 10     | Timothy Lopes      | Brasil         | Defensores de Campo Interno | 28    | Colorado Rockies (AAA)     |
| 17     | Victor Coutinho    | Brasil         | Defensores de Campo Interno | 21    | Houston Astros (A)         |
| 1      | Vitor Ito          | Brasil         | Defensores de Campo Interno | 27    | Nissay Baseball Club       |
| 81     | Daniel Chibana     | Brasil         | Defensores de Campo Externo | 24    | Nippon Blue Jays           |
| 55     | Fernando Luciano   | Brasil         | Defensores de Campo Externo | 30    | Saitama Bears              |
| 9      | Gabriel Maciel     | Brasil         | Defensores de Campo Externo | 23    | Oakland Athletics (A+)     |
| 16     | Paulo Orlando      | Brasil         | Defensores de Campo Externo | 37    | -                          |
| T      | Steve Finley       | Estados Unidos | Manager (Treinador)         | 57    | -                          |